# Sociedad Anónima Trabajos y Obras
Sociedad Anónima Trabajos y Obras es una empresa constructora que lleva más de setenta años realizando obras de alto nivel, distinguiéndose siempre por su capacidad de innovación tecnológica y calidad de ejecución en todas sus obras. En este sentido, SATO ha participado activamente en todo el desarrollo de las últimas décadas a través de la construcción de importantes obras marítimas - dragados y puertos, obras industriales e innumerables obras de edificación.
En 1927 fue adjudicada la construcción del nuevo puerto de Las Palmas a la “Koninklijhe Nederlandsche Maatschappij Voor Havenwerken N.V”; en 1935 esta empresa constituyó con capital totalmente holandés “Sociedad Anónima Trabajos y Obras” (SATO) para continuar su actividad en la construcción de obras públicas en España; la participación holandesa en el accionariado se fue reduciendo progresivamente y desde 1973 es íntegramente español. Desde 1996 pertenece al grupo OHL, realizando las obras marítimo-portuarias del mismo.
Desde su constitución ha tenido una gran vocación innovadora en procedimientos constructivos con patentes en sistemas de pilotaje prefabricado y sistemas de demolición de diques; así como procedimientos constructivos para realización de cajones flotantes, elementos prefabricados para la construcción de muelles, medios para la recuperación de bloques sumergidos y en la actualidad se encuentra desarrollando, junto a la Universidad Politécnica de Valencia, un nuevo elemento para la construcción de diques en talud denominado «cubípodo».